# Középülettervező Vállalat

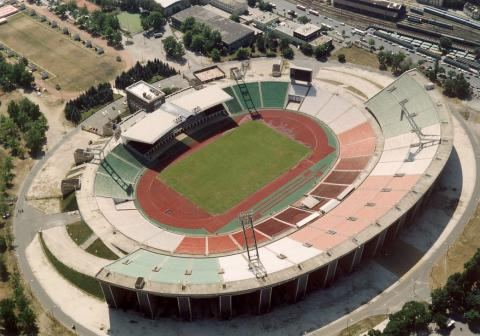
Ifj. Dávid Károly és munkatársai: Népstadion, Budapest (1953)

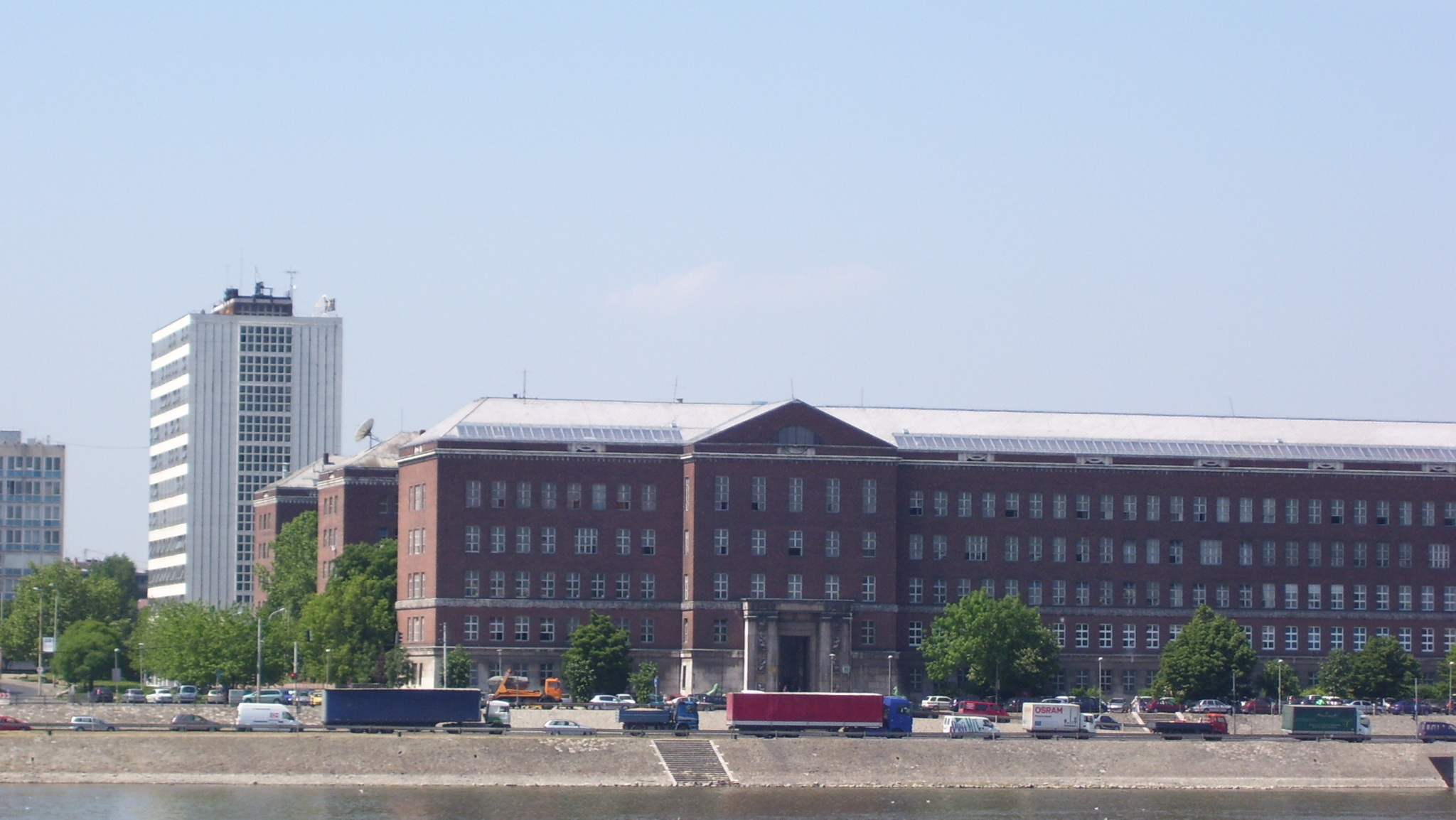
Id. Rimanóczy Gyula: A Műegyetem R épülete, Budapest (1955)

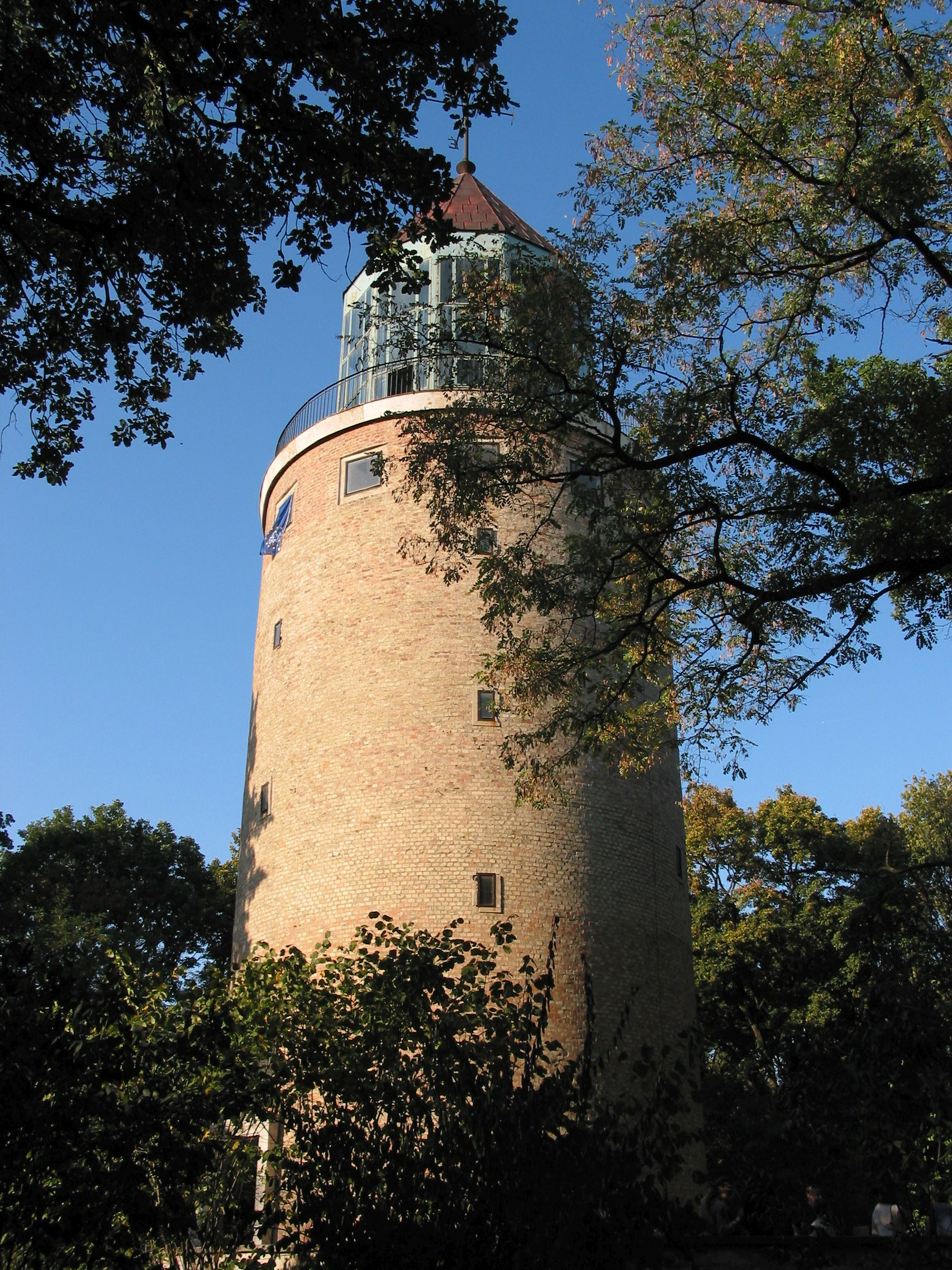
Jánossy György: A Gödöllői Agrátudományi Egyetem víztornya (1959)

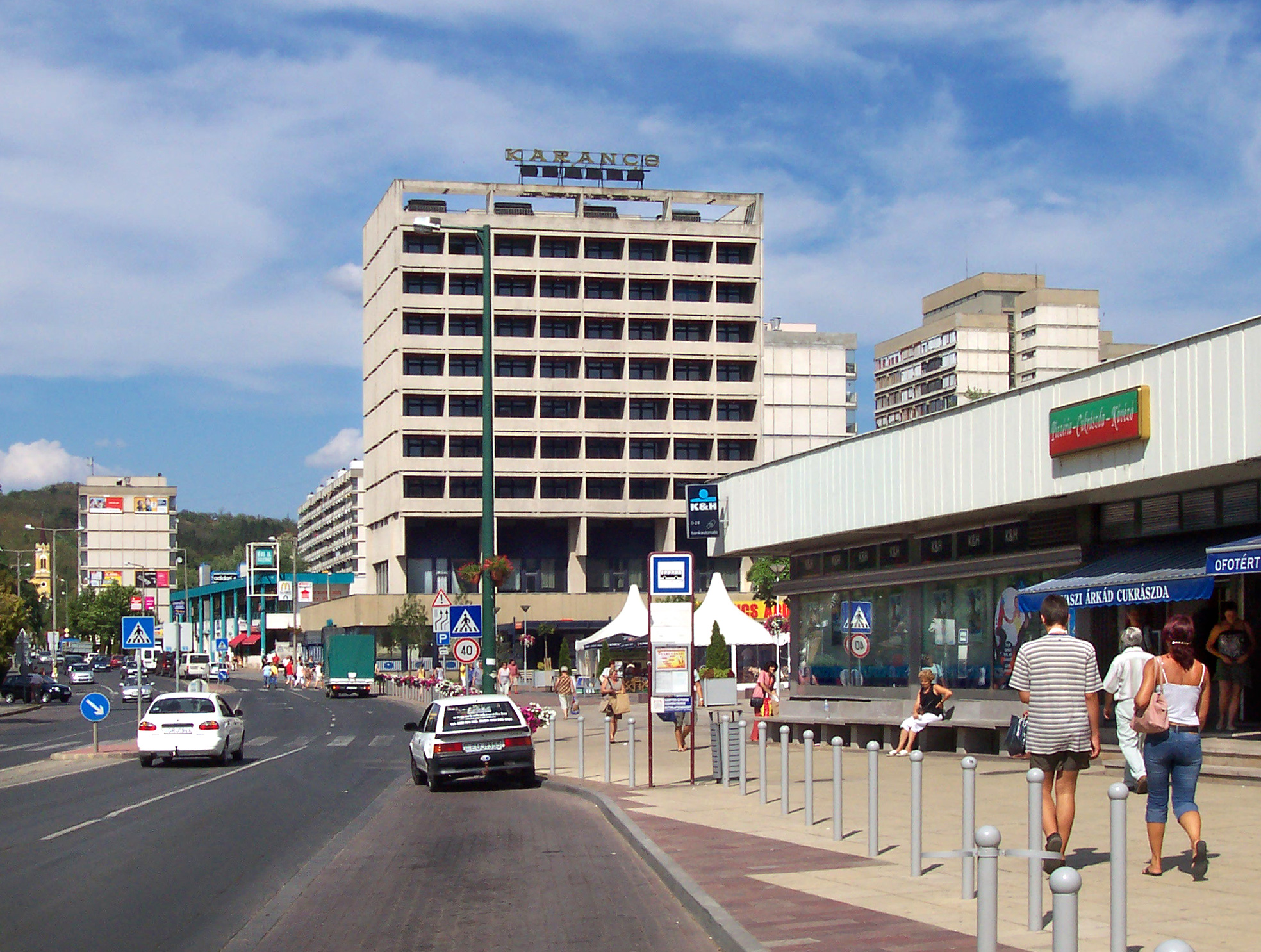
Jánossy György, Hrecska József: Karancs Szálló, Salgótarján

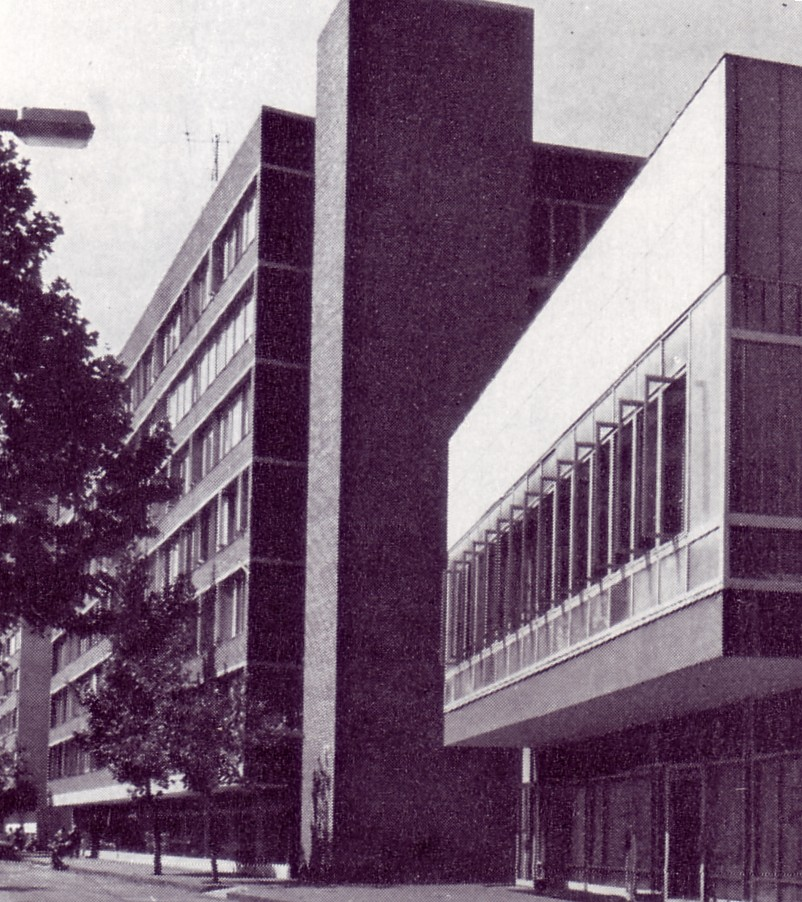
Zalaváry Lajos: A Műegyetem leánykollégiuma (1965–68)

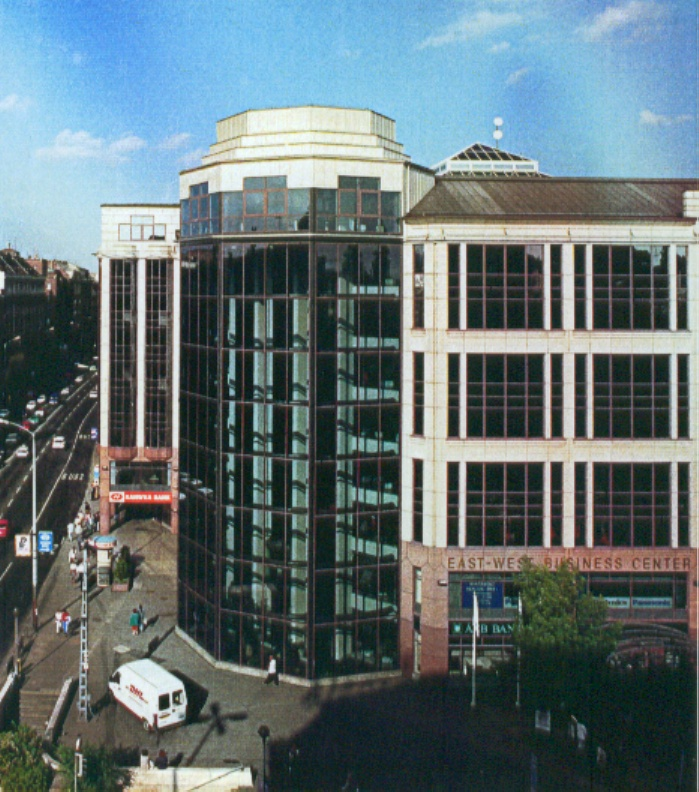
Zalaváry Lajos: East-West Center Irodaház, Budapest (1991–1992)

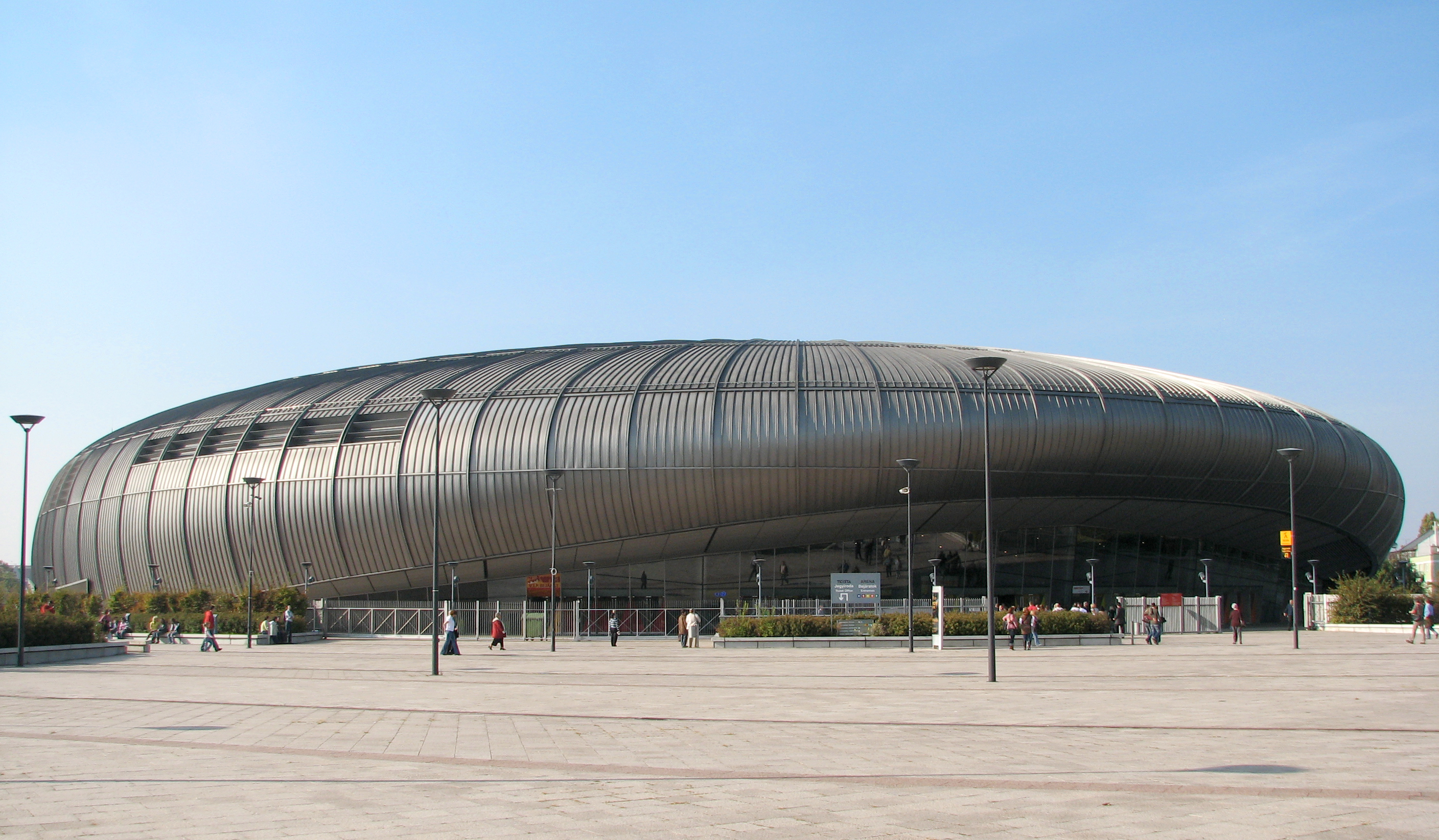
Skardelli György és munkatársai: Papp László Budapest Sportaréna (2003)

A Középülettervező Vállalat (rövidítve: KÖZTI) 1949 óta működő magyarországi építésziroda. Az 1950-es évektől vezető, középületek tervezésére specializálódott állami építészműhely, az 1990-es években privatizálták, ma magánkézben működik KÖZTI Zrt. néven.

## Története

### A megalakulás és az ötvenes évek
Az irodát hivatalosan 1949 októberében alapította az építésügyi miniszter Középülettervező Iroda Nemzeti Vállalat néven. Elődjének tekinthető az 1946 őszén létrehozott Új Építészet Köre, illetve az ebből 1948 elején megalakított, a feloszlatott Fővárosi Közmunkák Tanácsának helyére költöző Állami Építéstudományi Tervező Iroda, amelyet még abban az évben Magasépítési Tervező Intézet néven szerveztek át. A Közmunkatanács Madách téri irodáiból a KÖZTI 1951-ben költözött át a Kecskeméti u. 10-12. szám alatt, Payr Egon tervei szerint épült saját székházba, egy műterme pedig a budai várban, a Dísz tér 4. szám alatti volt nunciusi palotában működött.
A KÖZTI-t alapvetően középületek (oktatási és nevelési létesítmények, egészségügyi objektumok, iroda- és üzletházak, kulturális intézmények, vendéglátó, idegenforgalmi és más szolgáltató létesítmények, valamint műemlék-helyreállítások) tervezésére hozták létre. Mint az ország legnagyobb ilyen építészirodája, számos neves építészt foglalkoztatott és (akárcsak az Ipari Épülettervező Vállalat) egyértelműen kiemelt szerepet élvezett a rendszerváltásig.
Az iroda már a negyvenes évek végén kiemelt feladatokat kapott. Itt indult meg olyan meghatározó projektek tervezése, mint a Népstadion (építészek: Dávid Károly, Kiss Ferenc, Juhász Jenő), a Miskolci Nehézipari Műegyetem (építészek: id. Janáky István, Jánossy György, Farkasdy Zoltán, Zalaváry Lajos), a budai volt királyi palota helyreállítása (Janáky István, Kotsis Iván, Gerő László), a Budai Várnegyed helyreállítása (id. Janáky István, Metzner Lajos, Csemegi József), a budapesti Műegyetem bővítése (Rimanóczy Gyula), a Veszprémi Műegyetem (Janáky István, Rimanóczy Gyula, Benedek Frigyes, Kiss László), vagy a MOM Kultúrház (Dávid Károly). A nagypolitika már az 1948–51 közötti időszakban is figyelemmel kísérte az egyes kiemelt beruházások tervezését; a volt királyi palota átalakítását Rákosi Mátyás és Vas Zoltán, az Országos Tervhivatal elnöke, a miskolci egyetemi központ építését Darvas József miniszter és Perényi Imre „támogatta” tanácsaival – de ez igaz volt a Népstadion esetére is.
Az 1951 körül lezajlott fordulat, amely kárhoztatta a modernista szellemben dolgozó építészeket és szovjet példákra hivatkozva a szocialista realizmus formanyelvét, illetve a magyar klasszicista építészet hagyományainak követését írta elő számukra, a KÖZTI-ben is számos terv átdolgozását eredményezte. A változtatásokat jól meg lehet figyelni a budapesti Műegyetem e korban emelt épületcsoportjánál (Rimanóczy Gyula, Kleisenel János, Vas Zoltán), amelynek első, a Dunához legközelebbi épülettömbje még a skandináv építészet hatását mutatja, míg a később felépült hátsó szárnyak már közelebb állnak a szocialista realista eszmékhez. Számos nagy létesítmények észrevehető a modern és az elvárt „szocreál” stílusjegyek vegyítése – ilyen például a Népstadion. A kényszer alól a KÖZTI építészei többfelé próbáltak kiutat találni. Volt, aki a magyar klasszicista építészet szellemében dolgozott (Iparművészeti Főiskola új épülete, tervezők: Farkasdy Zoltán, Mészáros Géza, Mináry Olga; Tolnai kultúrház, építész: Pintér Béla), volt, aki a két világháború közötti skandináv neo-stílusokhoz nyúlt ihletésül (a gödöllői egyetem víztornya, építész: Jánossy György; debreceni irodaház, építész: Molnár Péter), de van példa az egyiptomi építészet elemeinek felhasználására is (dunaújvárosi rendelőintézet, építész: Ivánka András). A tisztán szocreál épületek közé sorolható a Mühlbacher István és Gádoros Lajos tervei szerint épült Szinkron Műterem, vagy a csepeli rendőrség (Szrogh György) és a munkásszálló (Dávid Károly) épületei.
1956–58 között az állami nagyberuházások munkálatai jelentősen lelassultak, ezzel párhuzamosan a KÖZTI is veszített jelentőségéből. Az ekkor épülő kisebb beruházásoknál lassan eltűnnek a szocialista realizmus vonásai és visszatér a modernista hangnem. Ma is fontos, számon tartott emléke ennek a kornak a jászberényi egykori tisztasági fürdő (Zalaváry Lajos), a Hotel Karancs, Salgótarján (Jánossy György, Hrecska József) vagy a piszkéstetői Csillagvizsgáló (Szrogh György, később Csontos Csaba tervei szerint bővítve). A KÖZTI feladatai között számban ekkor kapnak nagyobb súlyt a lakóépületek, illetve a típustervek. Fontos fordulópontot jelent az 1958-as brüsszeli Világkiállítás magyar pavilonja, amelynek Gádoros Lajos és munkatársai tervei szerint készült, modern épülete egyértelműen sikert arat. Ebben az évben Skoda Lajos személyében új igazgató kerül a vállalathoz.

### A hatvanas évektől a rendszerváltásig
A hatvanas években a KÖZTI építészei számos műfajban alkotnak maradandó épüleket. Kismarty-Lechner Kamill az oktatási épületek terén, Ázbej Sándor a színházépületekkel (pl. a Hevesi Sándor téri teátrum átalakításával) jeleskedik. Számos szálloda terve készül a KÖZTI műtermeiben (Aranyhomok Szálloda, Kecskemét, építész: Janáky István és Perczel Dénes; Budapest Szálló, építész: Szrogh György; Hotel Hilton, Budapest, építész: Pintér Béla). Ekkoriban készülnek el a budai volt királyi palota kialakításának végleges tervei, Janáky István alaptervét követve Hidasy Lajos vezetésével. A budai Vár rekonstrukciója során számos kiemelkedő lakóház születik, a legismertebb a Jánossy György tervei szerint épült Fortuna u. 4. A KÖZTI-ben vezénylik az Operaház és a Pesti Vigadó helyreállítását, itt készülnek a pályázatnyertes Hofer Miklós tervei az új Nemzeti Színházhoz (nem épült meg). 
Ebben az időszakban fokozottan beindul a külföldi helyszínekre történő tervezés, amely a hazai építészirodák közül az Algériában, Nigériában és az Egyesült Arab Emírségekben is önálló kirendeltséget fenntartó KÖZTI munkáját határozta meg a legjobban. Itt készültek az algíri Olimpiai Stadion tervei (Ázbej Sándor), két 7000 fős stadion terve Algériába (El-Asnam és Mostagenem, Szabó István), számos nagy léptékű lakóberuházás, több középiskola tervei (főleg Boór Zoltán, Perczel Dénes és Marosi Miklós tervezésében), valamint egészségügyi intézmények tervei. A számos megvalósult terv mellett kiemelkedik Polónyi Károly városépítészeti szakmunkássága, aki több algériai és nigériai település általános rendezési tervének készítésében vállalt szerepet. Kékesi László mecsetet tervezett a nigeri Maradi városába, Hübner Tibor, Emődy Attila és Szabados László pedig nagyobb kuvaiti és abu-dzabi beruházások tervezésében vettek részt.
A hetvenes években modern nagyvárossá formálódó Budapest számos jellegzetes épülete szintén a KÖZTI tervezőasztalain öltött először formát. Ilyen a Szervita téri parkolóház (a maga műfajában az első a városban) és a hozzá csatlakozó irodaház (építészek: Szabó István és Jakab Zoltán), a Vörösmarty téri irodaház (Tallós Elemér és ifj. Hübner Tibor, lebontva), az Atrium Hyatt Szálló (Zalaváry Lajos), az INTRANSZMAS-irodaház (Nagy Elemér) és a Budapest Sportcsarnok. A vidéki beruházások közül kiemelkedik a Győri Műszaki Főiskola (Hofer Miklós, Halmágyi Ildikó, ifj. Hübner Tibor, Horváth Lajos, Boór Zoltán), a debreceni Építőipari Főiskola (Pintér Béla), a nyíregyházai Pedagógiai Főiskola (Kiss István).

### A rendszerváltástól napjainkig
A KÖZTI még az 1980-as évek végén részvénytársasággá alakult, a részvények többsége az alkalmazottak kezébe került. Ekkor a Kecskeméti utcai székházból az Alkotás utcába, majd egy saját tervezésben és beruházásban felépült új irodaházba költözött. A kilencvenes évek meghatározó beruházásai közé tartozik a Szépművészeti Múzeum rekonstrukciója, a Magyar Természettudományi Múzeum új épülete a Ludovika rekonstrukciójával és átalakításával, az ELTE lágymányosi Vegyészeti és Fizikai Fakultása, a pécsi Gandhi Gimnázium (Skardelli György) vagy a Ferihegyi 2/B Terminál. A kétezres években Skardelli György és munkatársai tervei szerint épült fel az új Budapest Sportcsarnok, 2011-ben pedig Tima Zoltán tervei szerint készült el a SkyCourt a Liszt Ferenc nemzetközi repülőtéren.
A KÖZTI-ben 2011-ben hat építész stúdió működik, vezetőik: Bordács László, Marosi Miklós, Pottyondy Péter, Skardelli György, Tima Zoltán, Tompos Csaba.

## A KÖZTI igazgatói
- Gádoros Lajos 1948–1958
- Skoda Lajos 1958–1970.
- Mányoki László 1970/1972?–1988.[1]
- Töreky Dezső 1988–1989
- Dr. Jaklics Ervin 1989–1996
- Hübner Tibor 1996–2003
- Smaraglay László 2003–2021[2]
- Tima Zoltán 2021–

## A KÖZTI főépítészei
- id. Janáky István 1948–1965
- Rimanóczy Gyula 1950–1958
- Jánossy György 1970–1988
- Zalaváry Lajos 1970–1990
- Pintér Béla 1974–1990
- Kékesi László 1985–1989
- Marosi Miklós 1990–2021
- Tima Zoltán 2021–